# Čestmír Číhalík
Čestmír Číhalík (* 22. listopadu 1949 Olomouc) je český lékař – internista a kardiolog. V letech 2000 až 2004 zastával post děkana Lékařské fakulty Univerzity Palackého.

## Profesní kariéra
V roce 1973 promoval na Lékařské fakultě v Olomouci, kde posléze působil na 1. interní klinice. Věnoval se kardiologii a zvláště elektrofyziologii srdce. Je autorem několika publikací zabývajících se interpretací EKG křivky. V roce 1986 dosáhl hodnosti kandidáta věd a v roce 1996 habilitoval v oboru interní medicína. Působil jako proděkan a od roku 2000 jako děkan fakulty. Z této funkce v roce 2004 odstoupil. Krátce pak vedl Kliniku tělovýchovného lékařství a rehabilitace. V letech 2006 až 2010 byl přednostou Interní kliniky Baťovy nemocnice ve Zlíně. Po návratu do Olomouce působí opět na 1. interní klinice.

## Aféra na Novém Zélandu
Velkým koníčkem doc. Čestmíra Číhalíka je botanika. V roce 2004 byl spolu s kolegou při návratu ze studijní cesty na Novém Zélandu zadržen a vyšetřován kvůli nedovolenému vývozu orchidejí. Českými médii proběhly nepravdivé informace, když byly jeho aktivity označovány za pašeráctví. K legálnímu vývozu rostlin mu však chybělo platné povolení podle úmluvy CITES o obchodu s ohroženými druhy. Byl odsouzen k finanční pokutě. Doc. Číhalík z aféry vyvodil osobní odpovědnost a rezignoval na post děkana fakulty.